# Thanchi
Thanchi är ett underdistrikt i Bangladesh. Det ligger i den sydöstra delen av landet, 300 km sydost om huvudstaden Dhaka.
I omgivningarna runt Thanchi växer i huvudsak städsegrön lövskog. Runt Thanchi är det glesbefolkat, med 9 invånare per kvadratkilometer.